# Liste der portugiesischen Botschafter in der DDR
Die Liste der portugiesischen Botschafter in der DDR listet die Botschafter der Republik Portugal in der Deutschen Demokratischen Republik auf. Die diplomatischen Beziehungen begannen nach der Aufnahme der DDR in die UNO 1973. Die Beziehungen intensivierten sich erst nach der Nelkenrevolution des 25. Aprils 1974, die das Ende der antikommunistischen autoritären Estado Novo-Diktatur Portugals bedeutete.
Am 4. September 1974 begann der erste portugiesische Botschafter in Ost-Berlin seine Arbeit. Mit der Deutschen Wiedervereinigung und dem Ende der DDR 1990 endete auch die portugiesische diplomatische Mission in Ost-Berlin und ging auf die portugiesische Botschaft in Bonn über. Seit dem Umzug 1999 vertritt die Portugiesische Botschaft in Berlin die portugiesischen Interessen in Deutschland.
Die Botschaft der Portugiesischen Republik in Ost-Berlin befand sich im Stadtteil Berlin-Mitte in der Otto-Grotewohl-Straße 3a (heutige Bezeichnung Wilhelmstraße 66).

## Missionschefs
| Name                                            | Bild                            | Amtszeit                               | Anmerkungen                                                                                                 |
| Deutsche Demokratische Republik                 | Deutsche Demokratische Republik | Deutsche Demokratische Republik        | Deutsche Demokratische Republik                                                                             |
| ----------------------------------------------- | ------------------------------- | -------------------------------------- | --- |
| João Carlos Bessa Pinto Versteeg                |                                 | 4. September 1974 bis 2. Dezember 1974 | Geschäftsbeauftragter; bereits seit 3. September Leiter der Botschaft in Ost-Berlin                         |
| Rui Eduardo Barbosa de Medina                   |                                 | 9. Dezember 1974 bis 8. Februar 1979   | bereits seit 3. Dezember 1974 Leiter der Botschaft in Ost-Berlin                                            |
| Augusto Henrique D’Almeida Coelho Lopes         |                                 | 20. April 1979 bis November 1987       | bereits seit 15. März 1979 Leiter der Botschaft in Ost-Berlin                                               |
| Pedro Martins de Cunha Veiga Madeira de Andrade |                                 | 26. Mai 1988 bis 1989/90               | Seit der Deutschen Wiedervereinigung und Ende der DDR 1990 nur eine portugiesische Botschaft in Deutschland |